# جاك إنرايت
جاك إنرايت (بالإنجليزية: Jack Enright)‏ هو لاعب كرة قاعدة أمريكي، ولد في 29 نوفمبر 1895 في فورت وورث في الولايات المتحدة، وتوفي في 18 أغسطس 1975 في بومبانو سيتي في الولايات المتحدة.